# James Medbury MacKaye

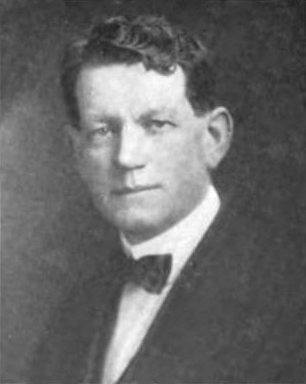
James Medbury MacKaye (1920)

James Medbury MacKaye (* 8. April 1872 in New York City; † 22. Januar 1935 in Boston) war ein US-amerikanischer Ingenieur und Philosoph.
MacKaye kam in New York City als Sohn des Schauspielers Steele MacKaye und Mary (Medbery) MacKaye zur Welt. Seine Brüder waren der Dramatiker und Dichter Percy MacKaye und der Umweltschützer Benton MacKaye. Er ging auf die Lawrence Academy in Groton, Massachusetts. Nach dem Packards Business College in New York schloss er 1895 seine Studien mit einem Bachelor of Science der Harvard University ab. MacKaye arbeitete anschließend als Patentanwalt am Census Bureau in Washington und wurde 1891 Sekretär von Nathaniel Southgate Shaler bei der geologischen Fakultät Harvards. 1899 wechselte er zu der Forschungsabteilung von Stone & Webster in Boston. In seinem knapp dreißigjährigen Berufsleben dort veröffentlichte er verschiedene philosophisch geprägte Bücher.
Neben einer Wirtschaft des Glücks versuchte er sich an einer Alternative zur Relativitätstheorie Albert Einsteins. Beide Werke sind mittlerweile weitgehend vergessen, fanden aber zu Lebzeiten MacKayes großes Interesse.
1931 wurde er spät auf eine Dozentenstelle beim Rollins College und 1932 als Professor beim Dartmouth College berufen. 1935 starb MacKaye nach kurzer schwerer Krankheit in Boston.

## Bibliographie
- The Economy of Happiness. Little, Brown, and Co., Boston 1906.
- The Happiness of Nations: A Beginning in Political Engineering. B.W. Huebsch, New York 1915.
- The Mechanics of Socialism. Fabian Club, Boston 1915.
- Americanized Socialism; A Yankee View of Capitalism. Boni and Liveright, New York 1918.
- The Science of Usefulness. Boni and Liveright, New York 1920.
- The Logic of Conduct. Boni and Liveright, New York 1924.
- Thoreau: Philosopher of Freedom. Vanguard Press, New York 1930
- The Dynamic Universe. C. Scribner’s Sons, New York 1931
- The Logic of Language. Dartmouth College Publications, Hanover, N.H. 1939.